# 灣仔告士打道爆炸案

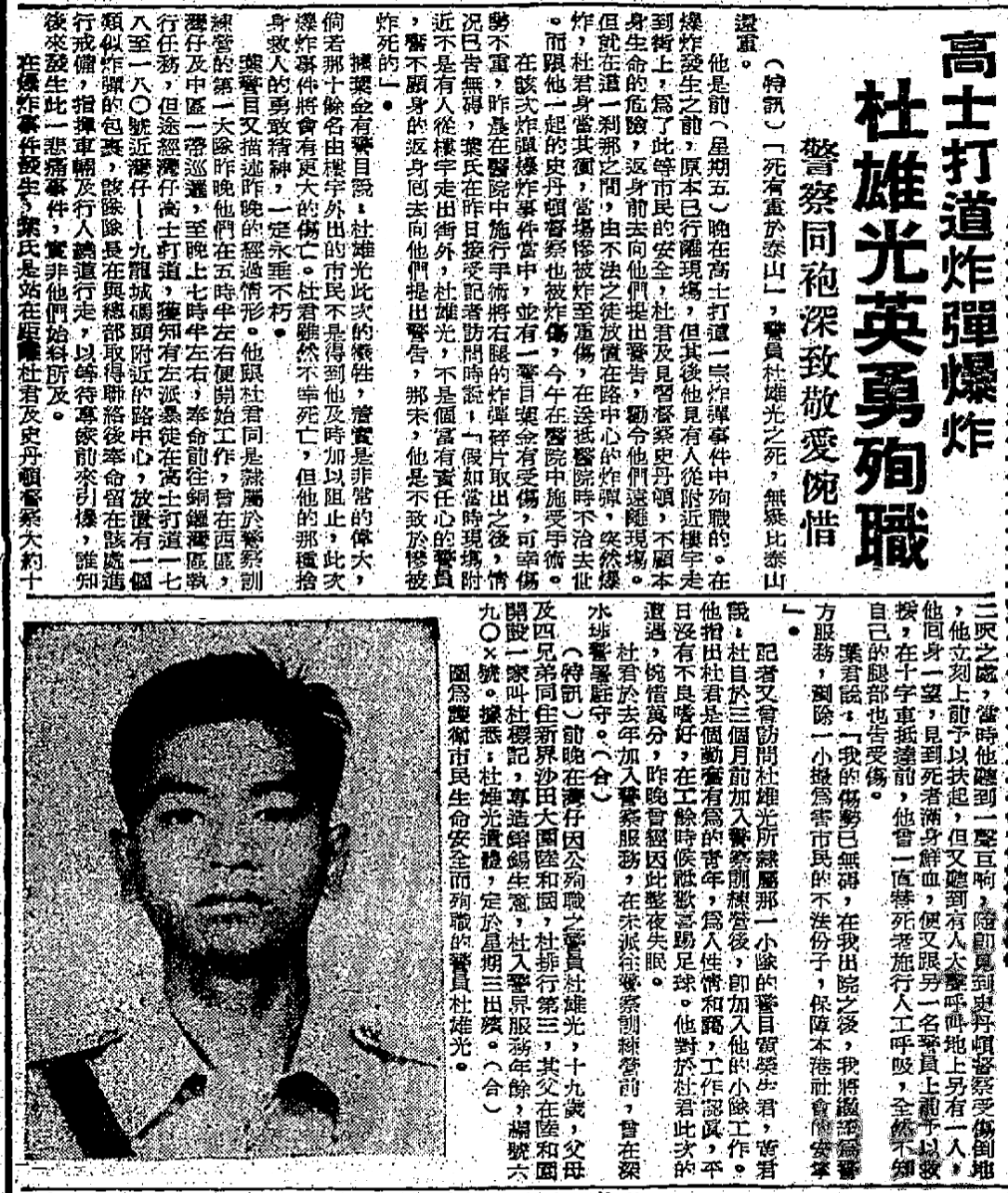
《華僑日報》在1967年10月15日報導，19歲警員杜雄光於10月13日晚上在灣仔高士打道（現稱「告士打道」）發生的土製炸彈爆炸案中英勇殉職

灣仔告士打道爆炸案是香港六七暴動期間的1967年10月13日在在香港島灣仔發生的一宗炸彈爆炸案件，當日下午有一個可疑的紙袋被放置於灣仔告士打道近馬師道交界的馬路中心，由於時值香港左派團體發起炸彈襲擊浪潮，這個紙袋被懷疑是左派暴徒布放的炸彈，警察到場後立即展開戒備，疏散在附近的市民及指揮交通車輛繞行，遠離該可疑物品，等候軍部派遣的軍火專家到場處理，在此期間，由於有市民從附近的大廈步出及行到路上，19歲警員杜雄光於是上前提醒他們要盡快走避，這個紙袋卻於這時突然發生爆炸，三名警察被炸傷，杜雄光首當其衝被炸飛到一輛私家車的前蓋上昏迷，一同被炸傷的見習督察史丹頓即時為杜雄光進行急救並召喚救護車，可是杜雄光因傷勢過重，到達醫院時已經殉職。
事發當日左派暴徒在香港島發動多宗炸彈襲擊，一輛開往筲箕灣的電車駛經灣仔莊士敦道近譚臣道交界時遭投擲土製炸彈，同樣是19歲的男學生唐德明在電車上被炸彈碎片擊中頭部，於翌日凌晨不治。

## 案發背景

### 左派組織伺機發起騷亂

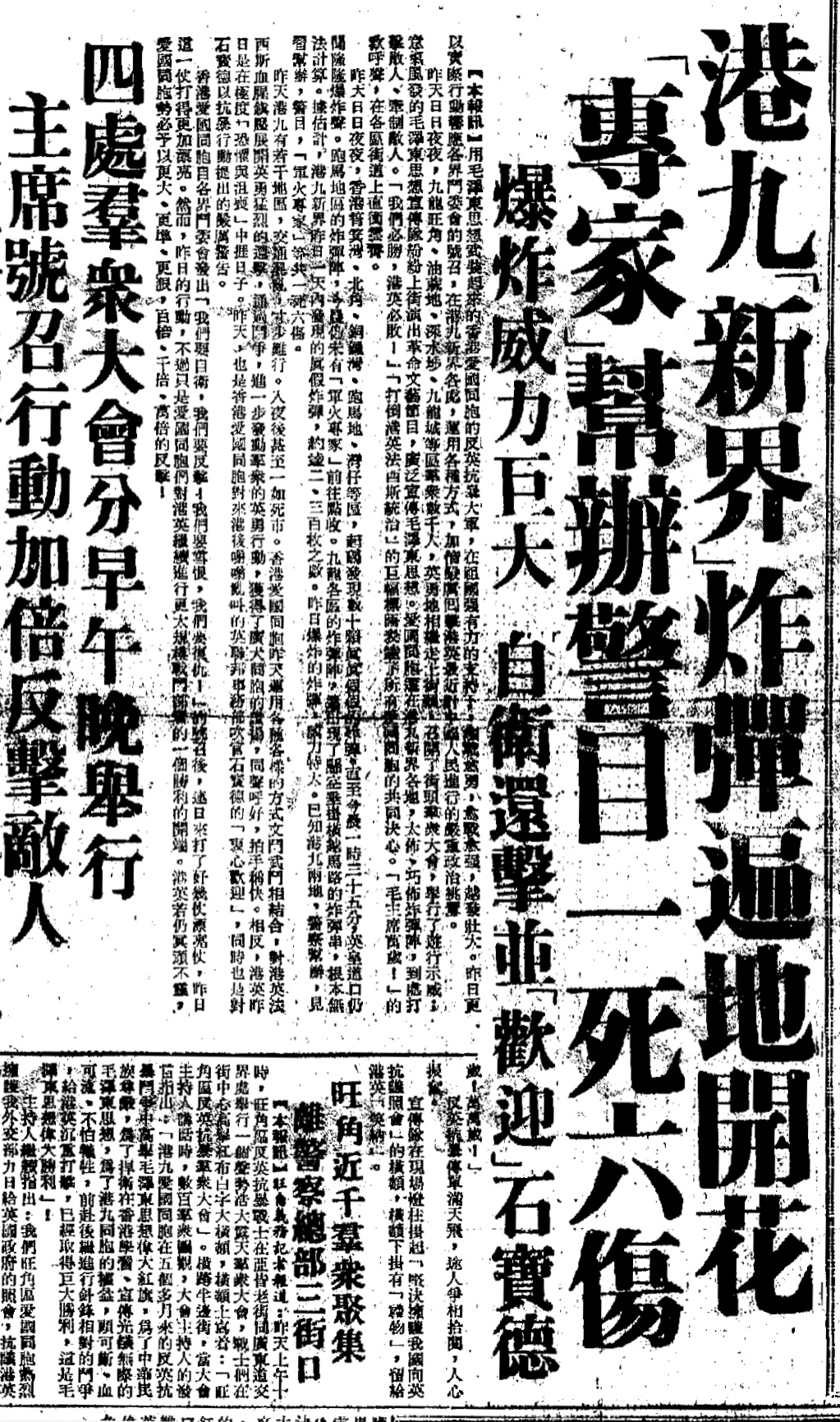
《大公報》於1967年10月14日向其讀者匯報昨天（10月13日）抗暴戰士投放的炸彈在港九新界「遍地開花」，取得英軍軍火專家及香港警察一死六傷的戰果，並揚言發動更多炸彈襲擊「歡迎」英國外交及聯邦事務部次官石寶德勳爵訪港

1967年年初，由於中共支持的澳門左派在一二·三事件成功奪取澳門政局的主導權，中共中央香港工作委員會受到鼓舞，要在香港也發起類似的騷亂。新華社香港分社社長梁威林及副社長祈烽在內部會議總結澳門左派的鬥爭成果時，聲言也要在香港「大幹一場」，新華社香港分社和左派陣營便開始積極尋找挑起騷亂的機會。香港左派於1967年2月起先後利用南豐紗廠兩派工人發生毆鬥，港九的士罷駛及青洲英泥工潮，企圖將這三宗由勞資糾紛引起的事件擴大及政治化，藉此發動騷亂，但都沒有成功。直到同年5月新蒲崗大有街的香港人造花廠分廠發生罷工，終於成功利用勞資糾紛策動騷亂，並透過警民衝突擴大事件。同月，香港工會聯合會理事長楊光成立簡稱「鬥委會」的「港九各界同胞反對港英迫害鬥爭委員會」，開始以「反英抗暴」為名，利用最初由勞資糾紛引起的警民衝突，轉變成顛覆香港政府的連串騷亂。

### 街頭炸彈襲擊浪潮
1967年7月，雖然已經越來越少人響應左派發起的罷工罷課及街頭騷亂，鬥委會卻決定要把「反英抗暴」的行動升級為炸彈襲擊，於左派開辦的中學，利用中學生在學校內的化學實驗室製造土製炸彈及武器。7月12日，大埔鄉事會會所發生六七暴動以來首次由炸彈襲擊造成的爆炸。隨後鬥委會發動街頭炸彈襲擊浪潮，當時在電車、巴士、渡輪碼頭及港九各區街頭，都發現放有真炸彈或疑似爆炸品，鬥委會意圖造成社會更大恐慌，企圖對香港政府加大壓力，在真假炸彈襲擊浪潮的半年間，有8,074個真假炸彈被放置在香港各區街頭或被投擲，當中有1,167枚真炸彈。與此同時，香港的左派媒體刊登大量鼓吹仇恨的發文，並且揚言對金庸及林彬等反對暴動及炸彈襲擊的政界或傳媒人執行「民族紀律」的最高刑罰。

## 殉職警員
殉職警員杜雄光（英語：To Hung Kwong），遇害時19歲，警察編號6990，於1966年入職。杜雄光與父母及四兄弟居於新界沙田大圍，在兄弟中排行第三，父親在大圍開設一家叫杜標記的作坊做熔錫生意。杜雄光於沙田公立學校完成小學教育後，於1966年加入警隊，曾經駐守於深水埗警署，在三個月前調派到警察訓練營第一大隊，以應付香港左派團體發起六七後的混亂局面，並跟隨小隊隊長黃榮生警目工作，黃榮生表示杜雄光是有為青年，工作認真，沒有不良嗜好，工餘時間喜歡踢足球。在杜雄光被土製炸彈炸死當日，一同工作的見習督察史丹頓及警目葉金有，亦被炸彈爆炸所傷。

## 案發經過

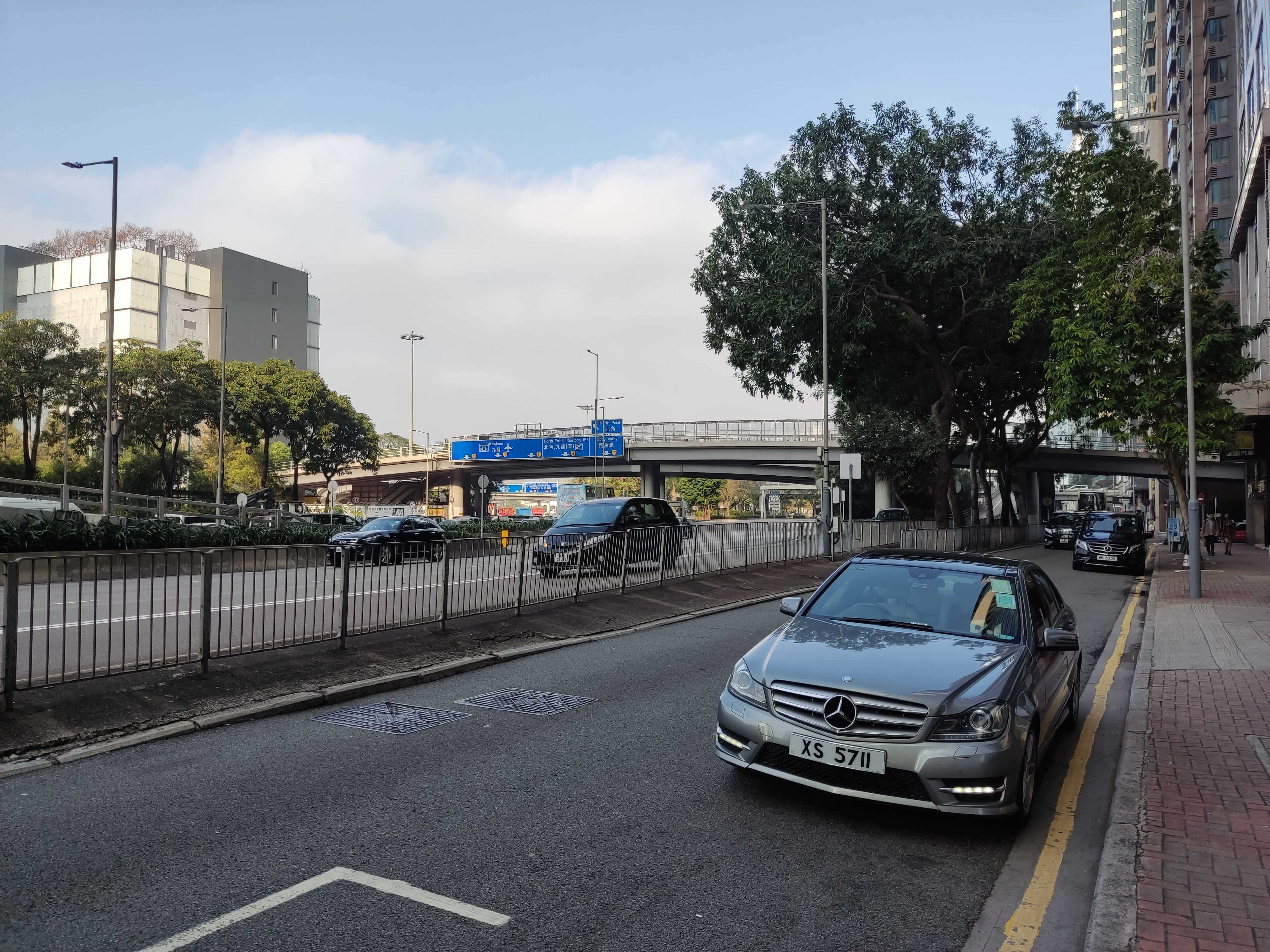
1967年10月13日發生炸彈爆炸的一段灣仔告士打道，位於現時是華懋世紀廣場至中怡商業大廈對出的位置，1960年代後期的告士打道仍是一條沿維多利亞港的海濱道路，由於未有行車海底隧道，在海旁的告士打道建有碼頭供居民乘船渡海，所以當年的路上會有不少行人，至1969年海底隧道動工，告士打道被規劃為連接海底隧道的主要道路，在告士打道北面的填海造地後來形成灣仔北，如爆炸地點對面的灣仔運動場便是建在灣仔北的填海地上，自此告士打道不再位處海濱，但填海也使告士打道得以擴寬及重整，當年的告士打道西行線已成為只有西行的輔道（在照片中有房車停泊於路旁），沿途有多個街口及限速50公里，告士打道的原東行線因擴寬而被劃為西行線（在照片中輔道分隔欄外的快車道），沿途沒有交通燈位及限速70公里，在照片中橫跨告士打道的馬師道天橋於1967年尚未動工（攝於2022年1月）

10月13日星期五下午5時半，杜雄光所屬的警察訓練營第一大隊在港島西區、中區及灣仔一帶巡邏，至晚上7時半，見習督察史丹頓奉命帶隊前往銅鑼灣警署候命，當警車駛經灣仔告士打道（當時又稱「高士打道」）近馬師道的路口時，發現告士打道175至178號的門外（今華懋世紀廣場），於馬路中心放有一個懷疑是土製炸彈的手挽紙袋，該處鄰近九龍城—灣仔航線的油蔴地小輪灣仔碼頭（告士打道在當年已是灣仔海旁，後因持續填海而遠離海岸線）。史丹頓於是命令警車在此掉頭及停在路旁的一間車房外，並且與總部聯絡，之後奉命留在該處展開戒備及封鎖現場，指揮現場交通車輛及行人繞路而行，遠離該可疑物品，等候駐港英軍的軍火專家到場檢驗及移除，並提防有暴徒從附近樓宇投擲炸彈。
在此期間，有十餘位市民從附近的樓宇離開走到路上，警員呼籲他們立即離開，但當中有兩名男子仍在告士打道180號路旁站立，雖高聲叫他們立即離開，但這兩人卻充耳不聞，見習督察史丹頓、警目葉金有及警員杜雄光於是上前嘗試近距離告知他們要立即離開，但當走到馬路南邊的路旁時，該可疑紙袋突然爆炸，這三名警察均被炸傷，史丹頓受傷倒地，葉金有立即把他扶起，此時有人大聲呼叫，杜雄光被發現滿身鮮血倒在停泊在路旁的汽車上，全無反應，史丹頓立即與另一警員上前救助，在救護車抵達前，史丹頓一直為杜雄光進行人工呼吸，救護車約20分鐘左右到達將杜雄光送往醫院搶救，可是杜雄光於送院後證實死亡。警目葉金有右腿被炸彈碎片擊中，送院後在14日凌晨接受手術取出炸彈碎片，一同被炸傷的見習督察史丹頓於14日下午接受手術治療，但兩人經診治後都沒有生命危險。
杜雄光在灣仔告士打道殉職的10月13日當晚，左派暴徒大舉出動放置及投擲「土製菠蘿」，同樣位於灣仔的莊士敦道，有暴徒從路旁的樓宇投擲炸彈襲擊電車，炸彈在半空爆炸，12人受傷，當中與警員杜雄光同為19歲的聖思定英文中學男生唐德明，在電車上被炸彈碎片擊中頭部，延至14日凌晨傷重不治。香港警方於10月14日懸紅各5萬港元追緝在10月13日先後在灣仔發動兩宗炸彈襲擊並造成警員杜雄光及學生唐德明遇害的兇徒。

## 榮譽喪禮

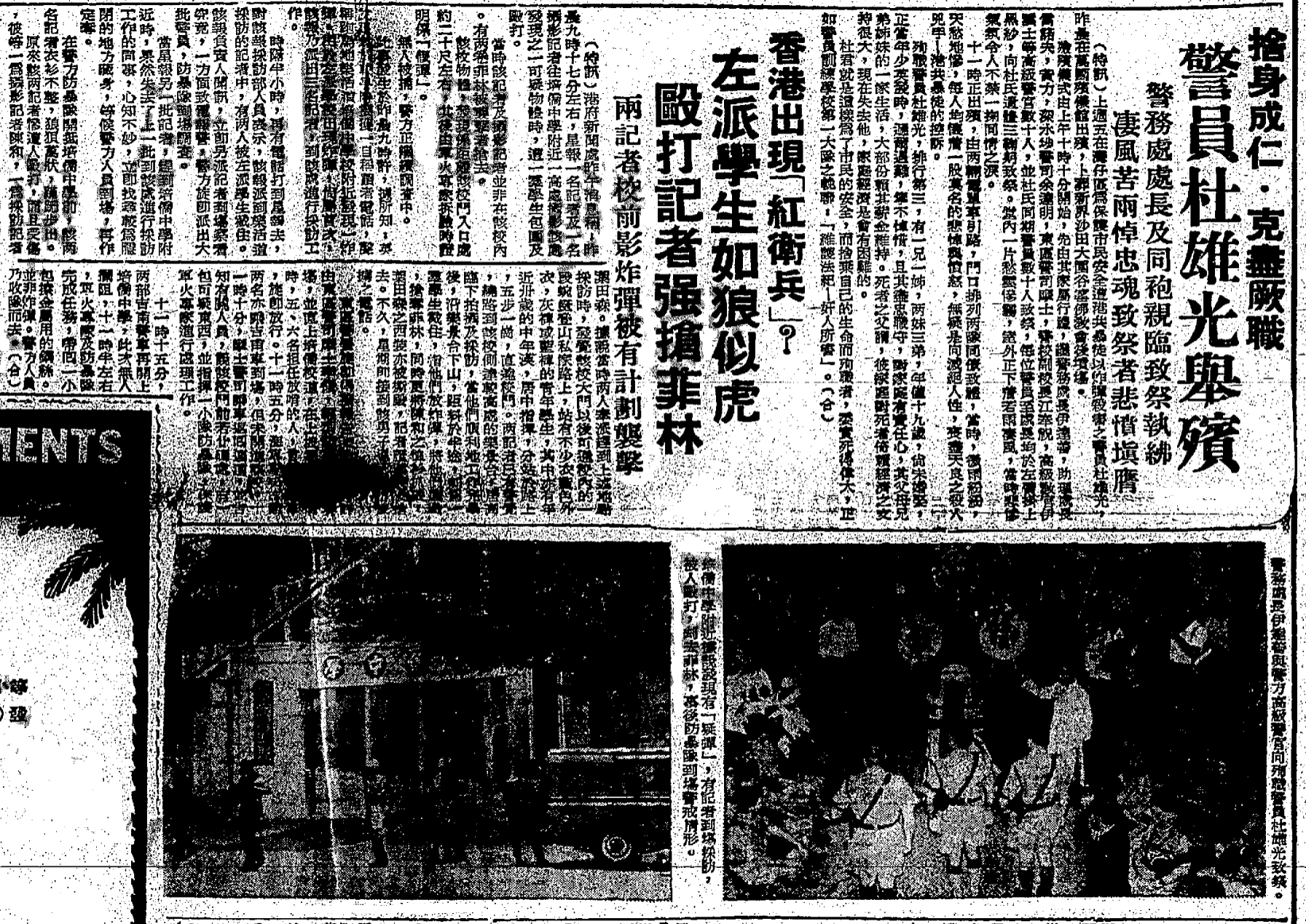
《華僑日報》在1967年10月19日報導殉職警員杜雄光於昨天舉殯

杜雄光的喪禮於10月18日上午10時10分在鰂魚涌萬國殯儀館舉行，先由家屬行禮，隨後警務處處長伊達善、助理處長雷諾夫及黃力、深水埗區警司余達明、東區警司摩士、警校副校長江奉祝、高級教官伊霍士等高級警官數十人，與杜雄光同期加入警隊的數十名警員，左肩掛上黑紗，一同到靈堂向杜雄光鞠躬致祭。上午11時杜雄光出殯，警察在殯儀館外列隊，杜雄光的靈柩被移送上靈車，並由兩輛警察電單車引路，前往沙田大圍穀寮佛教墳場落葬。
1967年10月19日，香港總商會向獅子山爆炸案、灣仔消防局爆炸案及灣仔告士打道爆炸案的3名殉職公職人員的遺屬贈予合共3萬元的撫恤金，商會副主席赫利士親自向杜雄光的父親杜標元送交一張面額1萬港元的支票。

## 死因研訊
1968年1月9日，死因裁判法庭在西區裁判署召開死因研訊，研判杜雄光的死因，死因庭由林元芳法官主持，並由三位陪審員一同聽取供詞及裁決。東區偵緝主任高級督察朱振文彙集該爆炸案的證據後呈交予法庭，並聽取證人的供詞。在案發現場進行指揮的見習督察史丹頓作供稱，當晚帶領防暴隊前往銅鑼灣警署候命期間，當警車駛到灣仔告士打道近馬師道路口時，發現鄰近灣仔碼頭的告士打道175至178號的馬路中心，放有一個可疑的有手抽紙袋，於是聯絡總部並封鎖現場及進行戒備，因為有兩名男子沒有聽從呼籲離開，他與杜雄光於是走近告知，但當行到馬路南邊時，紙袋突然爆炸，旋即有玻璃瓶從高處被擲下，之後發現杜雄光俯伏在停泊於路旁的一輛私家車上，頭部、腳部及身體都有多處受傷，他於是替杜雄光進行人工呼吸，而自己的左腳、左手、背部及頸部也有多處在爆炸中受傷，20分鐘後救護車到達將杜雄光送往醫院。1月10日，警察總部高級法醫王陽坤作供稱，他於10月14日剖驗杜雄光的遺體，死者的右頸、後腦及頭部近左耳處，都有參差不齊的傷口，死者的背部有七處傷痕、雙腿有十處創傷、手臂也有九處傷痕，左邊額骨有爆裂小孔，第七節脊骨折斷，脊椎骨破裂，顱內有瘀傷，腦部呈瘀黑。王陽坤又稱在死者的左肋骨處發現一塊金屬碎片，應為炸彈爆炸所產生，死者遍體有被貫穿的傷痕，推斷死者的死因是由於炸彈爆炸，傷及腦部和脊椎，並且因為腦震盪及內出血而身亡。法官之後引導陪審員進行裁決，陪審員一致裁定杜雄光死於被人謀殺，法官宣布死因庭以此存案。

## 外部連結
- HKRS152-1-98 TO HUNG KWONG （页面存档备份，存于）

 维基共享资源上的相關多媒體資源：灣仔告士打道爆炸案